# Karantania
Karantania je prototip vojaškega brezpilotnega letala, ki ga je razvila skupina Univerze v Ljubljani in slovenskega podjetja Mibo modeli v okviru projekta razpisanega s strani Javne agencije za raziskovalno dejavnost Republike Slovenije (ARRS) in Ministrstva za obrambo Republike Slovenije (MORS).

## Zasnova
Uvršča se v kategorijo brezpilotnih letal kratkega dosega za pritajeno taktično delovanje, kar ji omogoča tih električni pogon, majhne dimenzije in radarska neopaznost zaradi same zasnove in materiala (ogljikova vlakna in kevlar) ogrodja. Primarno je zasnovana za potrebe slovenske vojske za naslednje naloge: ISR podpora (zbiranje obveščevalnih podatkov, nadzor in izvidništvo) na prvi obrambni črti, varovanje perimetra vojaških baz, nadzor meja in obale ter protiteroristični nadzor. Poleg tega je primerna tudi za raznovrstne civilne naloge na področju nadzora zračnega prostora, civilne zaščite, komunikacij in okoljskega nadzora.
Standardna oprema obsega triosno žiroskopsko stabilizirano in kardansko vpeto koristno breme s široko paleto dnevnih in nočnih senzorjev. V bloku je tudi nameščen avtonomni GPS/INS navigacijski sistem, ki omogoča številne operativne načine.
Komunikacija med letalom in prenosno bazno postajo poteka preko dveh neodvisnih komunikacijskih kanalov: ozkopasovna povezava (30 kB/s) je namenjena prenosu krmilnih signalov od postaje do letala in sprejemanju podatkov o stanju (od letala do postaje), medtem ko je širokopasovna povezava (do 1 MB/s) namenjena prenosu podatkov med senzorji letala in postajo.
Sistem upravljata dva operaterja.

## Zgodovina
Prototip je do sedaj naletel približno 20 ur.

## Uporabniki
Potencialna raba v slovenski vojski.